# Заворовский сельский округ
Заворовский сельский округ — упразднённая административно-территориальная единица, существовавшая на территории Раменского района Московской области в 1994—2002 годах.
Заворовский сельсовет был образован в первые годы советской власти. По данным 1919 года он входил в состав Салтыковской волости Бронницкого уезда Московской губернии.
В 1923 году к Заворовскому с/с был присоединён Толмачёвский с/с.
В 1924 году к Заворовскому с/с был присоединён Никулинский с/с.
В 1926 году Заворовский с/с включал сёла Заворово, Никулино и Толмачёво, а также Толмачёвскую лесную сторожку.
В 1929 году Заворовский с/с был отнесён к Бронницкому району Коломенского округа Московской области. При этом к нему был присоединён Собанчинский с/с.
21 августа 1936 года к Заворовскому с/с были присоединены селения Косякино, Никулино, Соколово-Хомьяново и Толмачи упразднённого Косякинского с/с.
12 апреля 1952 года из Никоновского с/с в Заворовский было передано селение Агашкино.
14 июня 1954 года к Заворовскому с/с был присоединён Никоновский с/с.
3 июня 1959 года Бронницкий район был упразднён и Заворовский с/с вошёл в Люберецкий район.
28 июля 1960 года Заворовский с/с был передан в Раменский район.
5 сентября 1961 года из Заворовского с/с в восстановленный Никоновский с/с были переданы селения Большое Ивановское, Липкино, Никоновское и Пестовка.
1 февраля 1963 года Раменский район был упразднён и Заворовский с/с вошёл в Люберецкий сельский район. 11 января 1965 года Заворовский с/с был возвращён в восстановленный Раменский район.
23 июня 1988 года в Заворовском с/с были упразднены деревни Лучнево и Собанчино, а также посёлок кирпичного завода.
3 февраля 1994 года Заворовский с/с был преобразован в Заворовский сельский округ.
6 июня 2001 года в Заворовском с/о были образованы деревни Арменево и Соколово-Хомьяново.
27 декабря 2002 года Заворовский с/о был упразднён, а его территория включена в Никоновский сельский округ.